# Szociáldemokrata Párt (Japán)
A Szociáldemokrata Párt (japánul 社会民主党, átírással Sakai Minsutó, gyakori rövidítése 社民党, átírása Samintó) saját magát szociáldemokratának valló politikai párt Japánban.

## Politikai állásfoglalásai
- A nyílt városok mellett áll ki
- Jóléti kiadások növelése: egészségügyi-ellátás, nyugdíjak, társadalombiztosítás valamint a rokkantsági ellátás esetén.
- Neoliberalizmus és neokonzervativizmus elutasítása.
- Japán-amerikai biztonsági egyezmény eltörlése, amerikai katonai támaszpontok felszámolása Japánban. Ezeket békeszerződéssel váltatnák fel.
- Vízszolgáltatás privatizálásának elutasítása.
- Halálbüntetés eltörlése.
- Azonos neműek házasságának bevezetése.